# Avella
Pour la localité en Pennsylvanie, voir Avella (Pennsylvanie).
Avella est une commune de la province d'Avellino dans la Campanie en Italie.

## Géographie
Avella se situe dans la région Baianese.

### Communes limitrophes
La commune est attenante à Baiano, Casamarciano, Cervinara, Pannarano, Roccarainola, Rotondi, San Martino Valle Caudina, Sirignano, Sperone, Tufino, Visciano.

### Hameaux
La principale frazione d'Avella est Purgatorio.

## Histoire
- Abella, la cité antique
- Amphithéâtre romain d'Avella
- Château d'Avella
- Cippus Abellanus

## Administration
| Période                                  | Période  | Identité       | Étiquette       | Qualité |
| ---------------------------------------- | -------- | -------------- | --------------- | ------- |
| 30 mai 2006                              | En cours | Domenico Salvi | Centro-Sinistra |         |
| Les données manquantes sont à compléter. |          |                |                 |         |

## Culture
La ville a donné son nom au noisetier, Corylus avellana, qui reste la principale production agricole de la commune. Ce nom a été emprunté en espagnol (avellana), portugais (avelã), occitan (avelana) et français (aveline).

## Personnalités
- Nicola Pugliese (1944-2012), écrivain italien mort à Avella.